# Ježenj
Ježenj je naselje u Republici Hrvatskoj, u sastavu Grada Pazina u Istarskoj županiji. Ježenj se sastoji od više naselja od kojih su Mali Ježenj i Veli Ježenj najveća i međusobno udaljena oko jedan kilometar. Uz ta dva najveća tu su i Mališi, Brčani i Čubani. Nalazi se 5 km jugozapadno od Pazina, iznad Limske drage, na krškom području s mnogobrojnim dolovima, plodnim česticama i niskom šumom.
Veli Ježenj je rodno mjesto istaknutog Hrvatskog biskupa i dobročinitelja Juraj Dobrila.
Rodna kuća Jurja Dobrile je izgrađena je oko 1800 g. a restaurirana po izgledu iz 1912. i otvorena za javnost 14. travnja 2005.

## Povijest
Najstariji pisani trag o Ježenju datira od 3. travnja 1478. kada Federico III. potvrđuje Općini Tinjan kupovinu "Monte Jesen" (danas poznato kao "Ježenjski brig"ili "Ježenjski vrh") od Giovannija Zechornera (Cehorner).
Kao što je već prije u tekstu navedeno Ježenj, točnije Veli Ježenj je rodno mjesto Biskupa dr. Juraj Dobrila, rođenog 16. travnja 1812. god. koji se rodio kao siromašno seljačko dijete u ovom selu Tinjanske župe. Nakon što je završio njemačku osnovnu školu u Tinjanu i zatim - uz pomoć č.o. franjevaca - normalku u Pazinu i šestorazrednu gimnaziju u Karlovcu, prešao je na filozofiju i zatim bogosloviju u Gorici. Nekoliko mjeseci poslije mlade mise i kapelanske službe, poslao ga je tadašnji tršćanski biskup na više bogoslovne nauke u Beč. Poslije toga se je isticao u Trstu u svojoj službi kao kapelan, vjeroučitelj, profesor bogoslov, a i napokon kao kanonik i župnik stolne crkve, a da pritom nije nipošto zaboravio svoj narod u Istri. Kad je godine 1852. i 1853. zavladala glad, počeo je u Trstu sakupljati milodare te nabavljati i pošiljati hranu istarskim seljacima.Zatim se pobrinuo i za njihovu duhovnu stranu te je na svoj trošak sastavio i dao tiskati 1854. god., molitvenik "Oče budi volja Tvoja".U toj svojoj velikoj ljubavi prema rodnoj grudi isticao se je i kasnije, nakon što je bio 1858. god., povišen na biskupsku čast, i to kroz 17 godina kao biskup u Poreču i poslije 7 godina kao biskup u Trstu.Svojem potlačenom narodu u Istri pomogao je školovanjem velikog broja mladića, pred moćnicima onoga doba branio je prava naroda i svima davao pobudu, a osobito svojim svećenicima.Tako i na razne druge načine spremio je tlo za duhovni napredak i za narodni preporod., kojim se je hrvatski narod u Istri polako postavio na svoje noge i spasio od narodne propasti. Osim toga ustanovio je mnoge stipendije za istarske đake te je htio također ustanoviti svećeničko sjemenište u Pazinu ili Trstu. Ali usred tog rada shrvala ga je teška bolest te je bio pozvan k Bogu dana 13. siječnja 1882. godine.HVALA I SLAVA MU !
Do 1992. godine Ježenj je pripadao Župi Tinjan, a tada prelazi pod Župu Stari Pazin; Kapelanija Sv. Lucija, kasnije utvrđena Župa Sv. Lucija, koja se nalazi jugoistočno od mjesta Ježenj (Pazinsko polje) u smjeru sela Munci, Grubiši, Heki. Župna crkva izgrađena je u XVI stoljeću, ima trijem ispred pročelja, te preslicu s dvama zvonicima.
Na području Maloga Ježenja postoje ostaci gradinskog naselja - na brežuljku zvanom Sveta Špeta, a iz rimskog doba nema jasnijih tragova.
U selu Frančini pokraj Ježenja pronađena je nekropola iz ranog srednjeg vijeka (VI-VII stoljeća), s prilozima koji upućuju na romansko stanovništvo među kojima su neki grobovi starohrvatskih doseljenika (pronađen nakit, željezni nož).
Svoju religioznost i pripadnost kršćanstvu mještani su iskazali postavljanjem velikog kamenog križa, još davne 1868. godine, na raskršću zvanom Progon, jugoistočno od Velog Ježenja u smjeru crkve Sveta Lucija. Na križu stoji uklesani natpis "Klanjamo Ti se Isuse Kriste i blagoslivljamo te jer si po Svetom križu svijet odkupio", a mještani Malog Ježenja postavili su 1872. god., identični kameni križ na raskršću poli Velike lokve, smjer za staru jezgre sela i Tinjana te Velikog briga također s identičnim natpisom "Klanjamo Ti se Isuse Kriste i blagoslivljamo te jer si po Svetom križu svijet odkupio". Također je postavljen veliki kameni križ na mjestu Veli vrh ili kako ga mještani od milja zovu Ježenjski brih koji je izgrađen koncem XIX stoljeća, a svečano je blagoslovljen 4.11.1900. godine, te na njemu stoji uklesani natpis "Zdravo križu, ufanje naše". U drugoj polovici 19. stoljeća, u jezgri Velog Ježenja na raskršću za Mališe, izgrađena je obiteljska kapelica obitelji Krizmanić (obiteljski nadimak Zvanetovi) koji su također bili u posjedu poprilično većeg kipa Marije, majke Isusove, koji je po završetku drugog svjetskog rata ustupljen mjesnoj crkvi Sveta Lucija a koji danas krasi unutrašnjost same crkve.
U Velom Ježenju, u staroj jezgri mjesta izgrađena je prva zajednička šterna (bunar, zdenac) godine 1913/14, za vrijeme Austro-ugarske monarhije, kako stoji pisani trag na kamenoj ploči ograde samog bunara, a spajane su kanalice od svih susjednih krovova kuća preko kojih se oborinska voda slijevala u samu šternu za vrijeme kiše, a mještani su istu vodu koristili za kuhanje hrane i piće, pojednostavljeno u domaćinstvu. 
Starije generacije mještana Ježenja rođene pod upravom države Italije, do 1943. god., kada je bila kapitulacija same Italije, išle su u Osnovnu školu u Heki, obližnje mjesto Ježenja i danas sjedište Mjesnog odbora, čija zgrada je dan danas u uporabi MO i mješatana Heki za svoje aktivnosti. Po zatvaranju seoskih škola po Istri, mališani Ježenja kreću putem kroz Dragu u osnovnu školu u Tinjanu, sve do 1980. g., kada se premještaju u Osnovnu školu "Vladimir Nazor" u Pazin, te se je pješačilo ili vozilo biciklom do sela Ciburi gdje je bila autobusna i željeznička stanica kao i tovarište boksitne rude RO "Istarski boksiti" na željezničke vagone. Svoje srednjoškolsko obrazovanje mještani su vršili i vrše u različitim gradovima u Istri poput Pazina, Poreča, Rovinja, Rijeke i Pule ovisno o željenom usmjerenju. Visoko obrazovni studij pohađaju u Rijeci i Zagrebu, a danas je osnovano Sveučilište u Puli te zbog povezanosti s istim gradom vjeruje se da će i visoko školstvo biti primat samih mještana. Nadovezujući se na rečenicu da je danas Ježenj u sastavu Mjesnog odbora u Hekima, valja napomenuti da je isto selo Ježenj za vrijeme SFRJ imalo status vlastitog Mjesnog odbora te je nakon drugih (2) parlamentarnih izbora 1992. g., u Republici Hrvatskoj kada je sačinjen preustroj lokalne uprave i samouprave, ukinut te pripojen u MO Heki.
Valja napomenuti da su vrijedni i složni Ježenjci društvenom akcijom tadašnje generacije postavili vod električne energije još davne 1953. god., kada je i prva električna žarulja zasvjetlila u samom mjestu, te su ferali, ćorice (improvizirana svjetiljka sačinjena od boce), lojnice (svijeća od voska) i lampe petrolejke zauzele mjesto u povijesti kućanstva. Kako bi se i dalje mjesto društveno razvijalo stanovnici Ježenja donose odluku o izgradnji vodovodne infrakstuture te je prva voda protekla kroz vodovodne cijevi 1969. god.,pa su tada kućni bunari (šterne) zamijenjeni vodom iz Buzetskih izvora. Da bi se imali gdje okupljati i družiti u dugim zimskim noćima i blagdanima mještani Ježenja su 1968/69 god., izgradili društveni dom u staroj jezgri sela pored ranije spomenute kapelice te kupili zajednički televizijski prijemnik kako bi vrijeme druženja učinili zanimljivijim. Interesantno je da se prva zajednička TV kupila od novca sakupljenim u radnoj akciji mljevenja kamenja čiji se proizvod šljunak prodao te se prihod od rada upotrijebio za financiranje iste.
Mještani Ježenja su zajedničkim trudom uz pomoć nekadašnjih poduzeća (PPK Pazin, Istarski boksiti Rovinj i dr.) 1973. godine, asvaltirali cestu od Prljuhovice (kod Mršeti - Dionica Pazin - Žminj) do stare jezgre Velog Ježenja, te smjer za Mali Ježenj do mjesta Mališi, a 1982. god., cestu od Mališi do Malog Ježenje i jezgru Velog Ježenja, kada je iste godine obilježena obljetnica 100 god., smrti Biskupa dr. Jurja Dobrile, te je održana koncelebrirana sveta misa u samom mjestu kao i prigodni sportsko zabavni program.

## Stanovništvo
Stanovništvo se bavilo gotovo isključivo poljodjelstvom (loza, žitarice, povrće) i stočarstvom (goveda, svinje, perad), a danas osim rečenog mještani imaju zasnovan radno/službenički odnos te se razvija obrtna djelatnost (tiskarska djelatnost, stolarska djelatnost, prerada plastike, aluminijska bravarija, kamenoklesarska i građevinska djelatnost kao i postolarski obrt) te razvoj turističke djelatnosti.
Zanimljivo je da se u Ježenju u 70. godinama, 20. stoljeća, izgradilo ukupno osam (8) peradarskih farmi, gdje su se uzgajali pilići (pulaštri) i purani za preradu mesa u klaonici tadašnjeg OUR "Purisa" u Sv. Petru u Šumi, koji se nalazio u sklopu PPK Pazin. Vrijedi istaknuti da su se u isto vrijeme izgradile tri (3) velike peradarske farme u vlasništvo OUR "Peradarstvo" ; PPK Pazin, na periferiji ulaza u Ježenj područje "Krasa", gdje su bile stacionirane pure nesilice i purani za rasplod, a zaposleni su bili vrijedni radnici iz Ježenja, Belci, Jureši, Fakini, Frančini, Pilati, Grubiši i Munci. Odlaskom u zasluženu mirovinu nekih od navedenih radnika zaposlili su se radnici iz Žminja, Čeršnjevice i Smoljani.
Vrijedi napomenuti da se u smjeru puta Čubani i Brčani, na parceli "Brižak" nalazi poljoprivredno gospodarski objekt, sagrađen 2009. god., gdje se uzgajaju rasplodna grla istarskog goveda, čiji je vlasnik Alojz Krizmanić, dobitnik više vrijednih nagrada na Izložbi rasplodnih grla istarskog goveda koje se održava u Višnjanu, a sve u organizaciji Saveza uzgajivača istarskog goveda Istarske županije.
Prema popisu stanovništva iz 2001. godine, naselje je imalo 142 stanovnika te 46 obiteljskih kućanstava.

Dok prema popisu stanovništva iz 2011. godine, naselje je imalo 141 stanovnika te 47 obiteljskih kućanstava.

Od toga 73 muške osobe i 68 ženske osobe
| broj stanovnika |       |       | 202   | 172   | 207   | 245   |       |       | 189   | 185   | 172   | 151   | 132   | 142   | 142   | 141   | 147   |
|                 | 1857. | 1869. | 1880. | 1890. | 1900. | 1910. | 1921. | 1931. | 1948. | 1953. | 1961. | 1971. | 1981. | 1991. | 2001. | 2011. | 2021. |

### Prezimena i nadimci
Mali Ježenj:
Najčešća prezimena su Ferenčić (obiteljski nadimci: Jurani - Martinovi, Pariškini, Tončići), Jekić (Mljagosti, Lovranci, Tukljani), Krizmanić (Tukljani, Pariškini), Milotić i Udovičić (Stipanovi - Pažani).
Veli Ježenj:
Najčešća prezimena su Pilar (obiteljski nadimci:Čubani), Baračić (Črčki), Antolović, Krizmanić (Zvanetovi,Žavori, Jurišći, Danjeli i Matićovi), Križmanić ( Mateči), Ukušić  (Šeki i Žavori), Mogorović (Frančinkini), Kotiga (Škini), Mendiković (Brčani), Slavčić (Zvanetovi), Turković (Mališi) i Janko (Kalci).